# اسمه مورگان
اسمه مورگان (انگلیسی: Esme Morgan؛ زادهٔ ۱۸ اکتبر ۲۰۰۰) بازیکن فوتبال اهل بریتانیا است.
از باشگاه‌هایی که در آن بازی کرده‌است می‌توان به باشگاه فوتبال زنان منچستر سیتی و باشگاه فوتبال زنان اورتون اشاره کرد.
وی همچنین در تیم‌های ملی فوتبال England women's national under-17 football team, England women's national under-19 football team، و England women's national under-21 football team بازی کرده‌است.